# Seewen SO
| SO ist das Kürzel für den Kanton Solothurn in der Schweiz. Es wird verwendet, um Verwechslungen mit anderen Einträgen des Namens Seewen zu vermeiden. |

Seewen (im Dialekt: Seebe) ist eine politische Gemeinde im Bezirk Dorneck des Kantons Solothurn in der Schweiz.

## Geographie

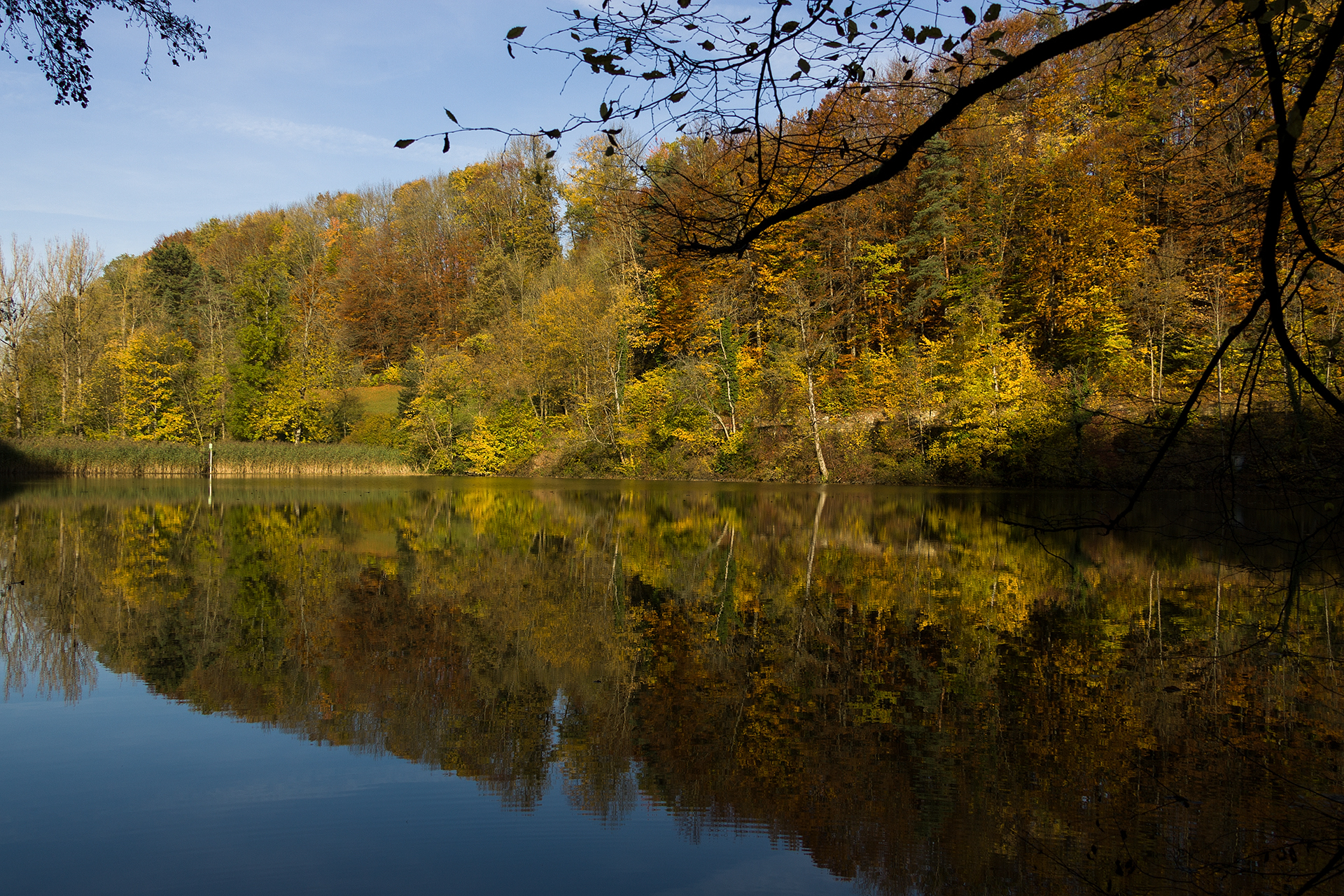
Baslerweiher

Luftbild (1953)

Seewen liegt auf 544 m ü. M., 15 km südsüdöstlich der Stadt Basel (Luftlinie). Die Gemeinde erstreckt sich am östlichen Ende einer breiten ebenen Fläche des vom Seebach durchflossenen Seetels, südlich der Hochfläche des Gempenplateaus, im Schwarzbubenland.
Mit einer Fläche von 16,4 km² ist Seewen die grösste Gemeinde des Bezirks Dorneck. Das Gemeindegebiet umfasst einen Abschnitt des nördlichen Juras und weist eine grosse landschaftliche Vielfalt auf. Geologisch befindet sich Seewen in der Übergangszone vom Tafeljura zum Faltenjura, der hier weit über die ungefalteten Schichten überschoben wurde. Das Gebiet wird vom Seebach zur Birs entwässert. Dieser fliesst zunächst von Süden nach Norden und wird oberhalb von Seewen im Baslerweiher, einem 1870 durch das Basler Wasserwerk angelegten Weiher, aufgestaut. Bei Seewen zeichnet der Bach einen scharfen Knick nach Westen und durchfliesst eine gut 2 km lange und bis zu 500 m breite Ebene. Durch einen Bergsturz, der sich in prähistorischer Zeit vor rund 13'000 Jahren ereignete, wurde das ehemalige Tal bei Fulnau abgeriegelt und der Bach zu einem See (Seewener See) angestaut, der wegen des lockeren Bergsturzmaterials einen unterirdischen Abfluss hatte. Der allmählich verlandende See wurde 1588 abgeleitet und der Boden später melioriert. Auch ein Teil des westlich des Bergsturzgebietes gelegenen Sertel, ein tiefes Tal zwischen dem (Himmelrieder) Homberg und dem Eichenberg, gehört zu Seewen. Nördlich des Seebachtals reicht das Gemeindegebiet auf die Höhe des Gempenplateaus (bis 690 m ü. M.).
Der südliche Gemeindeteil wird vom Kettenjura eingenommen, einer stark reliefierten Landschaft mit einer Reihe von Hügeln, Tälern und Mulden. Während die Höhen überwiegend bewaldet sind, weisen die Muldenlagen Wiesland auf; um die Einzelhöfe entstanden grössere Rodungsinseln. Dieser Teil wird durch die von Süden nach Norden verlaufenden Täler des Seebachs und des Homberggraben untergliedert. Östlich des Seebachs befinden sich der Bettenberg (758 m ü. M.), der Holzenberg (756 m ü. M.) und der Strick (732 m ü. M.). Zwischen dem Homberggraben und dem Seebachtal erheben sich der Buchenberg (705 m ü. M.) und der Rechtenberg (788 m ü. M.). Westlich an den Homberggraben schliessen der Homberg (mit 897 m ü. M. die höchste Erhebung von Seewen) und der Höhenrücken des (Himmelrieder) Homberges (bis 756 m ü. M.) an, dazwischen liegt die Mulde der Neumatt. Diese Talmulde wird im äussersten Südwesten durch den Igraben zum Chastelbach (rechter Seitenbach der Birs) entwässert. Auch der Imberg mit seiner Felskrete gehört noch zu Seewen. Von der Gemeindefläche entfielen 2014 6 % auf Siedlungen, 53 % auf Wald und Gehölze, 40 % auf Landwirtschaft und etwas weniger als 1 % auf unproduktives Land.
Zu Seewen gehören zahlreiche Einzelhöfe. Nachbargemeinden von Seewen sind Hochwald, Büren (SO), Nunningen und Himmelried im Kanton Solothurn sowie Ziefen, Reigoldswil, Bretzwil und Duggingen im Kanton Basel-Landschaft.

## Bevölkerung
Mit 1064 Einwohnern (Stand 31. Dezember 2023) gehört Seewen zu den mittelgrossen Gemeinden des Kantons Solothurn. Von den Bewohnern sind 95,1 % deutschsprachig, 0,8 % italienischsprachig und 0,7 % französischsprachig (Stand 2000). Die Bevölkerungszahl von Seewen belief sich 1850 auf 933 Einwohner, 1900 noch auf 762 Einwohner. Im Verlauf des 20. Jahrhunderts schwankte die Bevölkerungszahl im Bereich zwischen 740 und 870 Personen. Erst seit 1980 (738 Einwohner) wurde eine deutliche Bevölkerungszunahme verzeichnet.

## Politik
Der Gemeinderat (Exekutive) besteht inklusive des Gemeindepräsidenten aus 5 Mitgliedern. Die Sitze verteilten sich dabei wie folgt:
| Partei                                                       | 2017–2021 | 2013–2017 | 2009–2013 |
| FDP.Die Liberalen (bis 2009 Freisinnig-Demokratische Partei) | 3         | 3         | 3         |
| Christlichdemokratische Volkspartei                          | 1         | 2         | 2         |
| Sozialdemokratische Partei                                   | 1         | –         | –         |

## Wirtschaft
Seewen war bis in die zweite Hälfte des 20. Jahrhunderts ein vorwiegend durch die Landwirtschaft geprägtes Dorf. Heute gibt es vor allem im lokalen Klein- und Mittelgewerbe und im Dienstleistungssektor Arbeitsplätze, unter anderem in Betrieben des Baugewerbes, der Holzverarbeitung und im Schweizerischen Landesmuseum für Musikautomaten. In den letzten Jahrzehnten hat sich Seewem zu einer Wohngemeinde entwickelt. Viele Erwerbstätige sind deshalb Wegpendler, die hauptsächlich im Raum Basel und in der Region Liestal arbeiten. Der Immobilienmarkt ist seit 2002 stark gewachsen. Gerade ab 2004 wurde in Seewen besonders viel neu gebaut.

## Verkehr
Seewen liegt nahe den grösseren Autobahnen zwischen Delémont, Basel, Laufen, Liestal und ist mit drei grösseren Verbindungsstrassen gut erreichbar.
Durch ein gut ausgebautes Netz an Postautolinien ist das Dorf ausreichend an das Netz des öffentlichen Verkehrs angebunden. Die Linie hält auf dem Gemeindegebiet Seewen an zehn Haltestellen.
Die Haltestelle Seewen, Musikautomatenmuseum wird nur von einzelnen Kursen angefahren.
Seewen, Herrenmatt liegt auf der See-Ebene vor dem Dorf und dient als regionaler Bus-Knotenpunkt. Die Fahrpläne sind so aufeinander abgestimmt, dass dort jeweils auf die andern Buslinien umgestiegen werden kann.
- 67 Dornach – Gempen – Hochwald – Seewen (– Büren SO)
- 111 Laufen – Breitenbach – Nunningen – Bretzwil – Seewen – Büren – Liestal
- 116 Grellingen – Seewen

In Dornach (ca. 30' Fahrzeit) und Grellingen (ca. 10' Fahrzeit) besteht Anschluss an die Linie S 3  der S-Bahn Basel (nach Basel – Liestal – Olten und Laufen – Delsberg – Pruntrut) und an diverse Buslinien.
In Laufen (ca. 40' Fahrzeit) besteht zusätzlich Anschluss an den 51 nach Biel/Bienne, in Liestal (ca. 20' Fahrzeit) an den 61 nach Bern und Interlaken, den 27 nach Luzern und den 37 nach Zürich.

## Geschichte
Die erste urkundliche Erwähnung des Ortes erfolgte 1147 unter dem Namen Sewin; von 1194 ist die Bezeichnung Sewen überliefert. Der Ortsname geht auf das althochdeutsche Wort sêo (See) zurück; sewin ist eine Dativform und bedeutet bei den Seen.
Seit der ersten Nennung gehörte der Kirchensatz von Seewen dem Kloster Beinwil. Die weltlichen Rechte über das Dorf oblagen den Grafen von Thierstein, die sie 1317 an die Herren von Ramstein abtraten. Ein Familienzwist über die Rechtsansprüche auf Seewen endete 1460 mit der Verwüstung und Brandschatzung des Dorfes durch die «Gesellen von Olten». Kurz darauf, im Jahr 1462, wurde Seewen an Solothurn verpfändet, das 1484 das Dorf vollständig erwarb und in der Folge der Vogtei Dorneck und dem Gerichtskreis Ob dem Berg zuordnete.
Im Rahmen des Schwabenkrieges wurde Seewen von kaiserlichen Truppen schwer in Mitleidenschaft gezogen. Mit dem Durchstich eines Tunnels durch das Bergsturzgebiet von Fulnau wurde 1588 der Seewener See abgeleitet, zurück blieb jedoch eine Sumpflandschaft, weil der Abflusskanal zu hoch angelegt worden war. Nach dem Zusammenbruch des Ancien Régime (1798) gehörte Seewen während der Helvetik zum Distrikt Dornach und ab 1803 zum Bezirk Dorneck. Von 1919 bis 1923 wurde schliesslich eine umfassende Melioration des Moorbodens an der Stelle des ehemaligen Sees vorgenommen und wertvolles Kulturland gewonnen.
An Pfingsten 1976 kam es zum Mordfall Seewen, einem der grössten und bisher ungeklärten Verbrechen der Schweizer Kriminalgeschichte: Beim Wochenendhaus «Waldeggli» wurden fünf Personen erschossen.

## Sehenswürdigkeiten
Die Kirche Sankt German steht an dominanter Lage auf einem Vorsprung über dem Dorf. Ihre heutige Gestalt erhielt die Kirche bei der umfassenden Renovation, Vergrösserung und Umgestaltung im Jahr 1823. Damals wurde die doppeltürmige Anlage errichtet; die Haubenhelme der beiden Türme wurden zwar später durch Spitzhelme ersetzt, erhielten aber 1973 durch die in Seewen ansässige Firma T&T Schmidli Holzbau GmbH wieder ihre ursprüngliche Form. Im Ortskern sind charakteristische Bauernhäuser aus dem 17. bis 19. Jahrhundert erhalten.
In Seewen steht seit 1979 das Museum für Musikautomaten, ein Museum der Schweizerischen Eidgenossenschaft, mit einer Sammlung von Schweizer Musikdosen, Plattenspieldosen und weiteren mechanischen Musikinstrumenten. Es ist mit einer eigenen Bushaltestelle gut erschlossen.

## Bilder

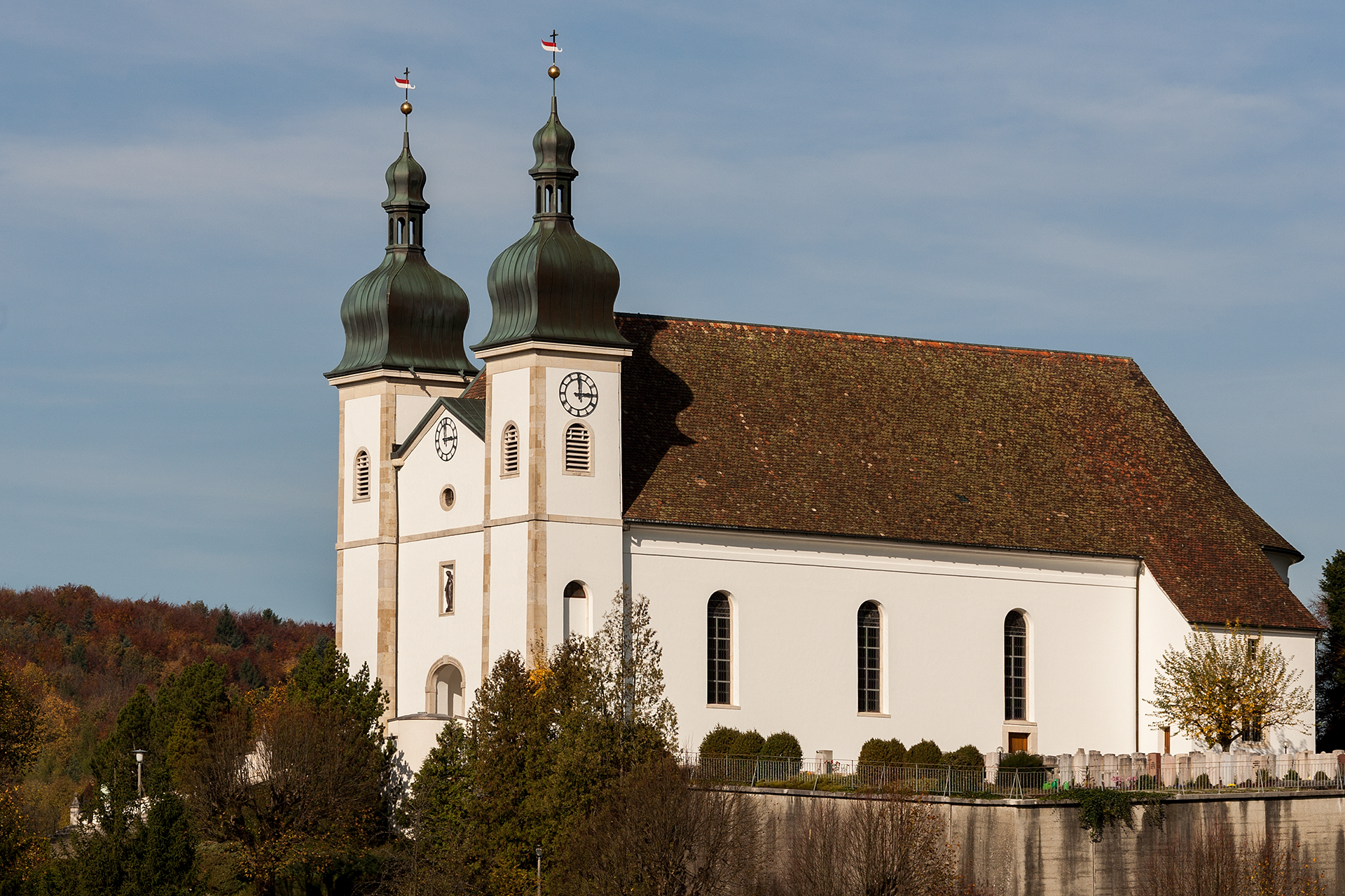
Kirche St. German
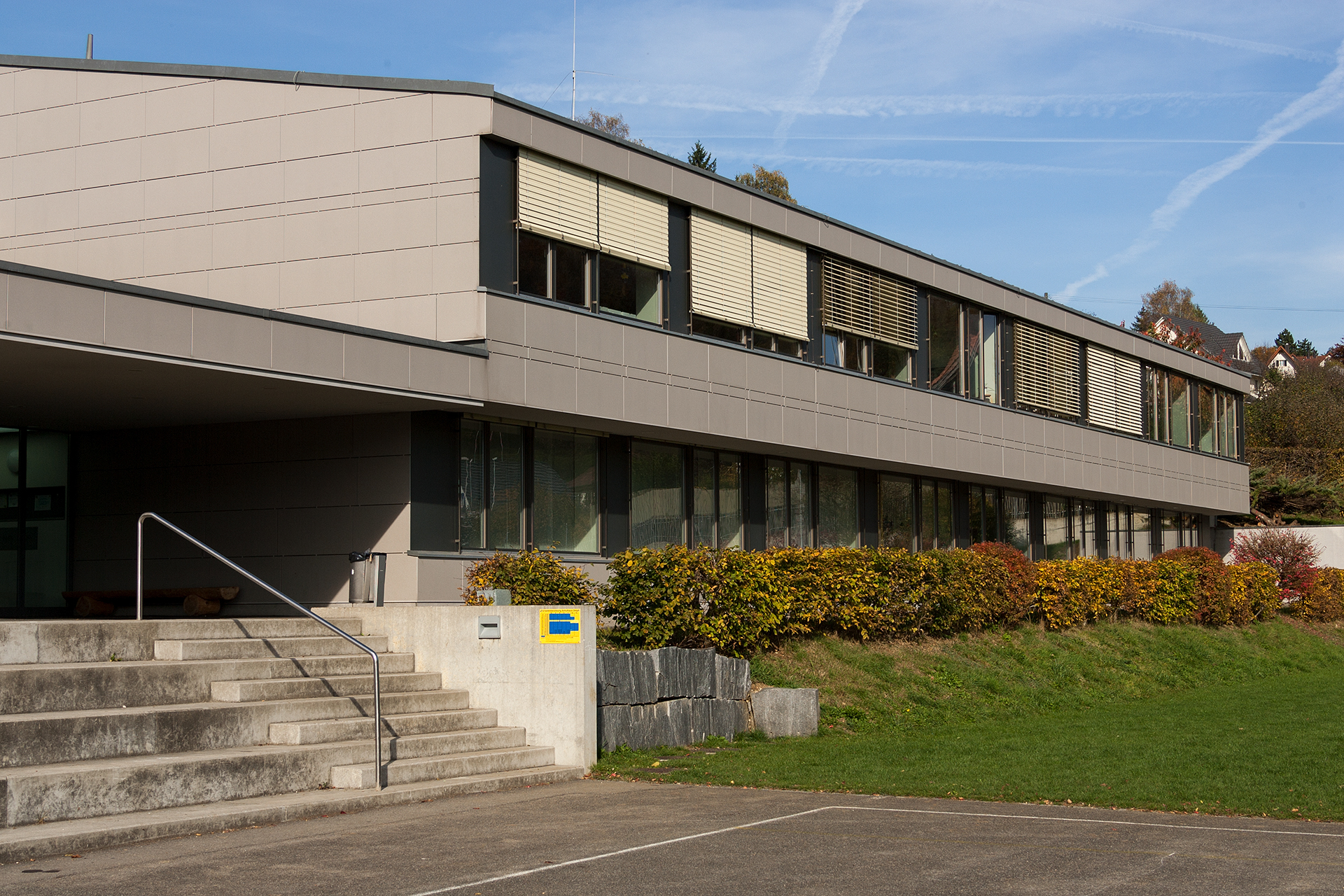
Schulhaus
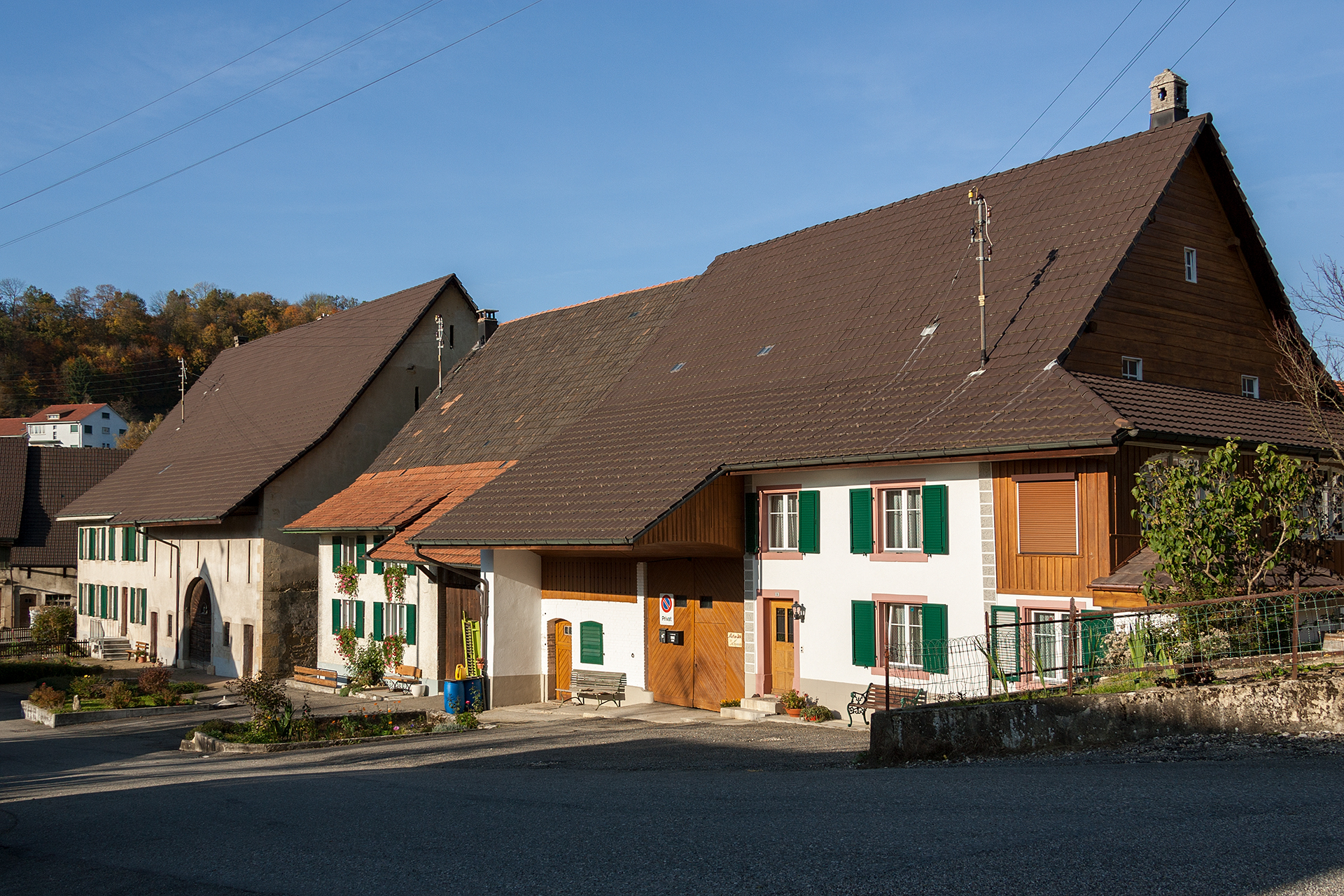
Häuserzeile

## Wappen
Blasonierung
Durch Wellenlinie geteilt von Rot mit weissem sechsstrahligem Stern, beseitet von je zwei grünbeblätterten schwarzen Schilfkolben und von Weiss mit blauem rechtsschwimmenden Fisch

## Persönlichkeiten
- Martin Disler wurde in Seewen geboren
- Amanz Jeker (1817–1875), Jurist und Politiker
- Heinrich Weiss wurde 1990 als Ehrenbürger in Seewen aufgenommen